# 緑の火 エメラルド
『緑の火 エメラルド』（みどりのひ エメラルド、Green Fire）は1954年のアメリカ合衆国の映画。
アンドリュー・マートン監督の作品で、出演はスチュワート・グレンジャーやグレース・ケリーなど。

## キャスト
※括弧内は日本語吹替（初回放送1969年3月9日『日曜洋画劇場』）
- ライアン：スチュワート・グレンジャー（田口計）
- キャサリン：グレース・ケリー（野口ふみえ）
- ヴィク：ポール・ダグラス（島宇志夫）
- ドナルド：ジョン・エリクソン（中田浩二）
- エル・モロ：マーヴィン・バイ（小林清志）
- マヌエル：ホセ・トーベ（矢田耕司）
- リペロ神父：ロバート・タファー（羽佐間道夫）

## スタッフ
- 監督：アンドリュー・マートン
- 脚本：アイバン・ゴッフ、ベン・ロバーツ
- 製作：アーマンド・ドゥイッチ
- 撮影：ポール・C・ボーゲル
- 美術：セドリック・ギボンズ、マルコム・ブラウン
- 音楽：ミクロス・ローザ
- 録音：ウェズリー・C・ミラー
- 編集：ハロルド・F・クレス
- 作詞：ジャック・ブルックス
- カラー・コンサルタント：アルボード・アイスマ
- グレース・ケリーの衣裳：ヘレン・ローズ